# Noleggio auto a breve termine
Il noleggio auto a breve termine consiste nella fruizione a pagamento di un'automobile per un periodo limitato di tempo, tipicamente da un minimo di un'ora a un massimo di sei mesi. Assieme a noleggio a lungo termine e car sharing, è uno dei tipi più comuni di noleggio auto.

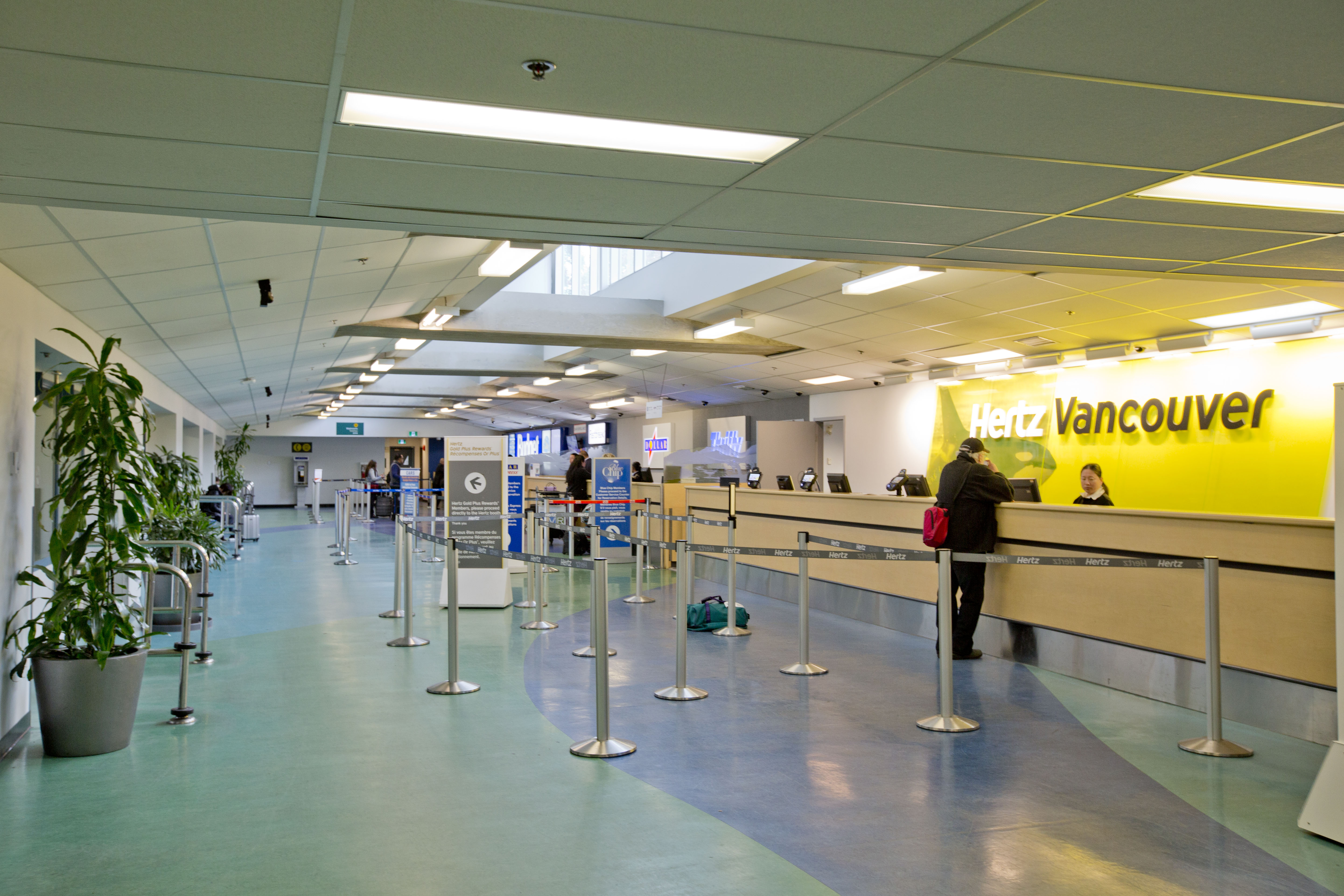
Il banco di un ufficio per il noleggio auto a Vancouver

## Storia
La prima testimonianza su un servizio di noleggio auto a breve termine è fornita da una serie di annunci pubblicati in un giornale di Minneapolis del 22 luglio del 1904 in cui un negozio di biciclette offriva auto a noleggio. La formazione di un'offerta consolidata del noleggio a breve termine si attribuisce invece a Martin Sixt, che nel 1912 fondò l'azienda Sixt con una flotta di tre automobili, creando la prima compagnia di autonoleggio in Germania.
In Italia il noleggio auto si diffuse nel secondo dopoguerra, quando pochi si potevano permettere di acquistare un'auto propria per gli spostamenti. Furono però grandi aziende internazionali come Europcar e Avis Rent a Car System a consolidare il noleggio auto in Italia nei primi anni settanta.

## Posizione dei noleggi
Una buona parte della clientela è composta da turisti, persone che si spostano per lavoro o persone che abbiano necessità di un mezzo temporaneo di trasporto mentre il proprio è in consegna o riparazione.
Per questo è possibile trovare gli uffici del noleggio auto soprattutto vicino ad aeroporti o stazioni.

## Prezzo e prenotazione
Il prezzo del noleggio, soprattutto in aeroporto, si è ridotto in parallelo al successo delle compagnie aeree easyjet e Ryanair, che hanno offerto tariffe più economiche per i propri servizi attirando una clientela con minori disponibilità economiche.
Prima di internet la prenotazione dell'auto veniva fatta di persona o via telefonica e gestita direttamente dall'azienda di noleggio. In seguito, per quanto le vecchie vie siano sempre percorribili, sono state create aziende che fanno da tramite tra il cliente e il noleggiatore utilizzando delle piattaforme online.
Queste piattaforme vengono chiamate comparatori o broker virtuali perché mettono a confronto i prezzi delle varie compagnie di noleggio per la stessa opzione di ricerca fornendo una situazione più chiara della prezzistica generale e indicano in modo chiaro luogo e orario di ritiro e consegna.
La collaborazione delle compagnie di noleggio con i comparatori ha però dei limiti: vendendo prenotazioni per compagnie simili ma non uguali i termini e le condizioni vengono spesso generalizzati con il rischio di omettere informazioni importanti per la clientela.
Nonostante sia un disagio avere due aziende che collaborano per fornire il singolo servizio le compagnie di noleggio non potrebbero fare a meno dei comparatori perché ne andrebbe della loro visibilità sul mercato in quanto questo metodo di ricerca è ormai il più usato.

## Documenti
Per il noleggio vengono di regola richiesti diversi documenti, anche in rapporto alle leggi in vigore nei diversi paesi.
Patente di guida 
Conducente con minimo 21 anni compiuti e almeno due anni di esperienza alla guida. Se il mezzo si trova in paesi dove la patente nazionale del cliente non è valida, la patente deve essere accompagnata dal permesso internazionale di guida.
Documento d'identità o passaporto 
In generale, chi noleggia un veicolo deve essere in grado di fornire un documento di identità se si trova nel proprio paese o il passaporto se si trova fuori del proprio paese. All'interno dell'Unione europea, per i cittadini europei è sufficiente essere in grado di fornire un documento di identità.
Carta di credito 
In molti casi per noleggiare un veicolo è richiesta una carta di credito, che l'azienda di noleggio usa per bloccare una somma come cauzione o per addebitare danni imprevisti o multe arrivate a noleggio concluso. Spesso, per motivi di sicurezza, sono accettate solo carte di credito intestate alla stessa persona cui è intestata la prenotazione.
Prenotazione di noleggio 
Anche se tipicamente le aziende hanno sul cliente informazioni tali da non rendere necessaria la consegna di una copia della prenotazione, questa può risultare molto utile in caso di problemi, come casi di omonimia, prenotazioni cancellate o mancanza di requisiti di noleggio.

## Uscita e riconsegna
Check out 
Una volta completato il contratto e ricevute le chiavi del mezzo, esso potrà essere ritirato dal cliente.
Il cliente dovrà verificare in maniera autonoma o con lo staff, che tutti i danni (interni ed esterni) siano correttamente riportati sulla scheda tecnica del veicolo.
Questo procedimento serve a rimuovere la responsabilità sui danni pre esistenti e permette alla compagnia di effettuare una doppia verifica sulla condizione del mezzo.
Check in 
Quando il veicolo viene riconsegnato riceve un controllo dallo staff attraverso un confronto con la scheda danni del veicolo in uscita.
Se viene riscontrata la presenza di danni aggiunti l'intestatario del contratto è invitato a compilare i documenti inerenti.

## Extra
Durante la compilazione del contratto verranno elencati i possibili extra, ossia dei servizi a pagamento disponibili alla clientela. Ogni azienda si differenzia per la tipologia di pacchetti assicurativi e/o optional che offre, ma alcuni comuni ai principali noleggiatori sono:
CDW (collision damage waiver)  

Pacchetto assicurativo base presente in tutte le prenotazioni.
Limita la responsabilità, cioè la penale monetaria rivolta al cliente che causa danni al veicolo fino a una determinata franchigia (assicurazione), cioè un tetto massimo, imposto dal fornitore.
SCDW (super collision damage waiver) 

Servizio a pagamento di protezione completa.
La franchigia viene ridotta a zero per quel che riguarda la responsabilità dei danni alla vettura o alla carrozzeria (alcuni fornitori offrono extra a parte per fanali, cristalli e ruote).

Questo pacchetto permette di avere un blocco minore sulla cauzione di deposito, ma rimarrà sempre il dovere di procedere con un corretto uso del bene in noleggio: un cattivo utilizzo comprovato comporterebbe l'addebito per danni anche nel caso di acquisto di copertura.
PAI (personal accident insurance) 

Assicurazione personale con franchigie di rimborso nel caso di ricovero o morte a seguito di un incidente con il mezzo a noleggio.
Deposit reduction 

Pacchetto che permette solo una riduzione di deposito come cauzione iniziale sulla carta di credito.
Extra driver 

Per permettere a un'altra persona di condurre il mezzo noleggiato, dovrà essere esibita la patente del guidatore aggiunto con le stesse condizioni imposte al guidatore principale.
Un guidatore non autorizzato alla guida del mezzo potrebbe portare grosse responsabilità di negligenza all'intestatario del contratto oltre a non usufruire della franchigia della CDW.
Underage 

Al guidatore compreso tra i 21 e i 25 anni che decide di noleggiare un'auto verrà imposta una tassa per guidatore giovane, perché a chi ha maturato più anni di esperienza alla guida viene riconosciuta una maggiore affidabilità e sicurezza, quindi una minore probabilità di essere coinvolti in incidenti.
Excess refund insurance 

Polizza assicurativa, chiamata assicurazione di rimborso franchigia,  offerta da una compagnia esterna all'azienda di noleggio. Spesso viene offerta dagli stessi comparatori, ma può essere stipulata anche dal soggetto noleggiante presso altri esercenti.

Questo pacchetto si attiva dopo la fine del noleggio nel caso di danno alla vettura, il cliente dovrà pagare quanto danneggiato della vettura all'azienda di noleggio e in un secondo momento richiedere il rimborso di quanto pagato alla compagnia con cui ha stipulato la polizza.
Child seat 
Seggiolino per bambini, in un modello che deve rispettare la legge della nazione in cui si preleva il mezzo.
Navigatore GPS 

Navigatore portatile GPS con le mappe del luogo.
Portable Wifi 
Access point portatile, utile soprattutto per coloro che non dispongono di una connessione nel territorio o hanno necessità di una grande quantità di dati.

## Parco macchine
La scelta dei modelli da parte delle compagnie di noleggio nella gestione della flotta auto viene condizionata dal luogo e dalla clientela in transito.
Inoltre, è economicamente importante il modo in cui vengono procurate le auto della compagnia. Per questo esistono tre metodi principali:
- Acquisto

Si tratta dell'acquisizione a pieno titolo della proprietà del mezzo tramite versamento unico del totale o rateizzazione finalizzata all'acquisto. Indicato per compagnie con poche unità, è utile per avere una situazione certa dei costi.
- Leasing

Si tratta di pagare una parte del valore del mezzo mensilmente, dopo aver versato una quota iniziale variabile.
Al termine del leasing è possibile scegliere se versare il saldo e comprare definitivamente la vettura, oppure restituire il veicolo alla società.
- Buy-back

Si tratta di un accordo commerciale simile al leasing stipulato con i fornitori, con caparra iniziale e rata mensile.
Alla scadenza, oltre alla possibilità di riscattare o restituire ci sarà l'opzione di usare il valore garantito nei termini di contratto per un accordo su una nuova vettura.
È la formula più usata dai grossi marchi del noleggio. 

Il guadagno stesso della compagnia di noleggio si baserà oltre che sui servizi offerti anche sulla rivendita delle vetture ai privati o la riconsegna alle case.
Migliore sarà la condizione delle stesse, migliore sarà l'attivo dell'azienda.

## Noleggio senza mediazione locale
A partire dal 2016 sono state presentate offerte di noleggio in  modalità full service, che non richiedono cioè al cliente di passare dal banco di noleggio.
All'inizio del 2021 sono per esempio presenti in Italia:
- Elefast della compagnia Locauto; è la prima applicazione per cellulare che abbia portato il noleggio auto digitale in Italia. Permette ai clienti registrati di gestire totalmente il noleggio tramite applicazione, dall'apertura delle portiere, al viaggio, alla riconsegna.[8]
- Key'n Go della compagnia Goldcar/Interrent del gruppo Europcar; è il primo sportello automatico di noleggio auto in Italia. Previa registrazione e check-in online consente di ritirare le chiavi dell’auto mostrando allo sportello indicato un codice QR, cartaceo o da dispositivo mobile.[9]